# Scherzo

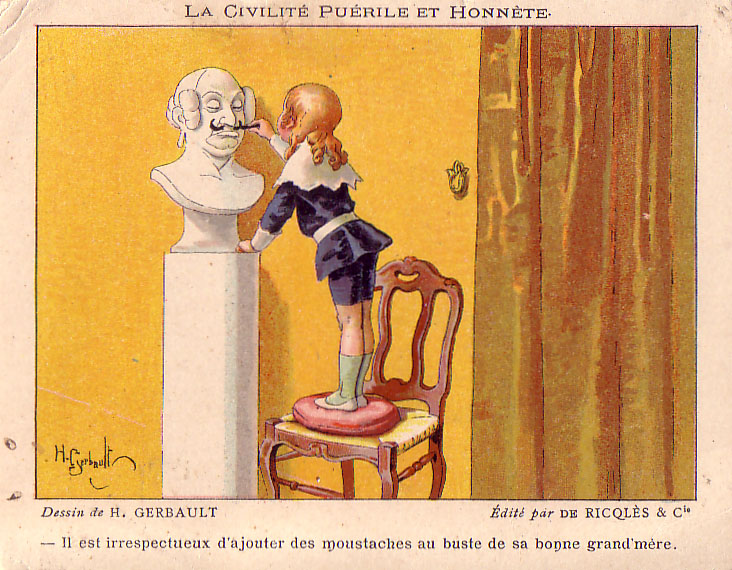
Illustrazione di Henry Gerbault (1863-1930)

Uno scherzo (o burla o anche beffa) è una situazione creata per produrre un effetto umoristico o comico prendendosi gioco di qualcuno, oppure è un semplice parlare per il gusto del divertimento, senza dare l'importanza normale alle parole.

## Caratteristiche

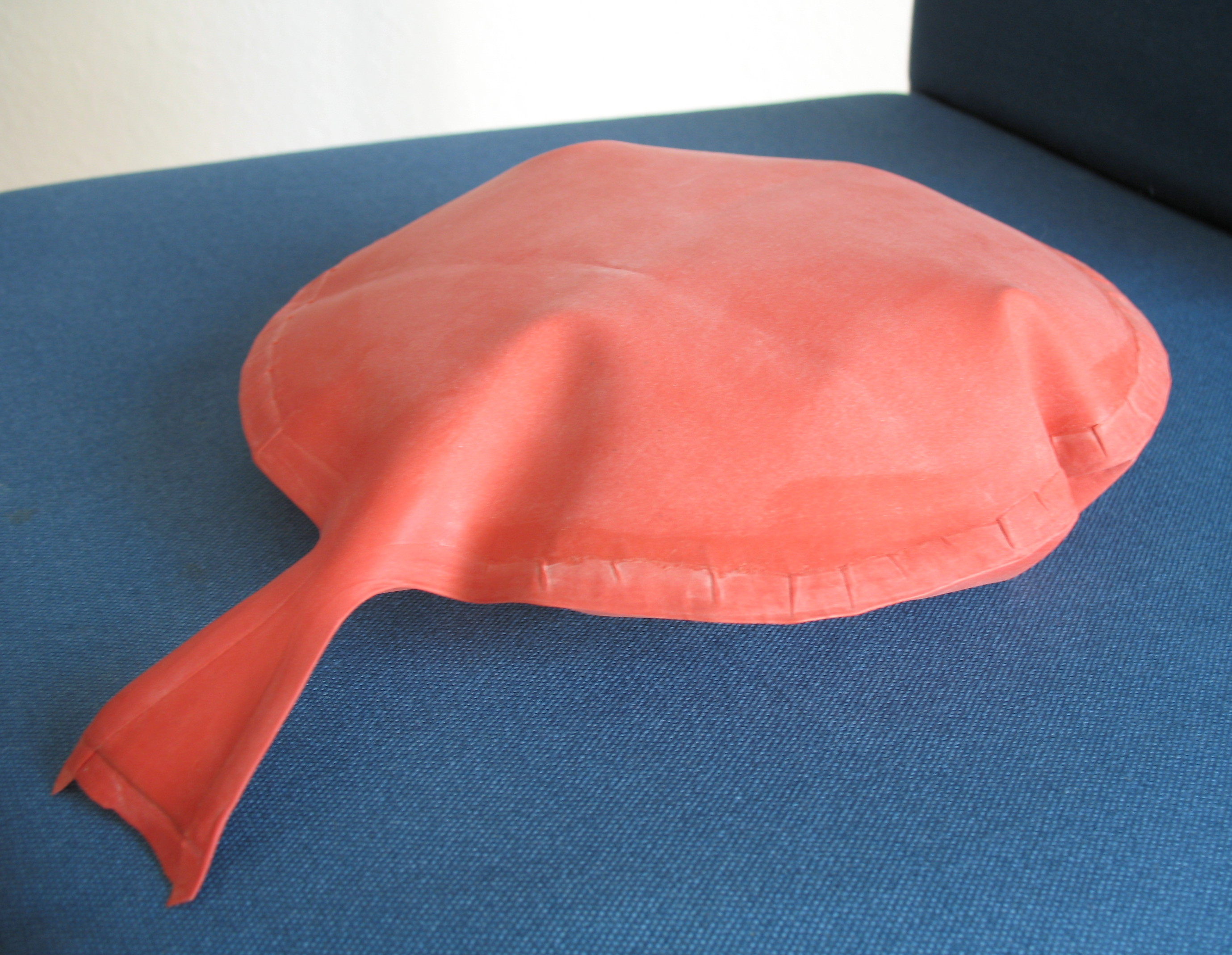
Cuscino scorreggione gonfio d'aria

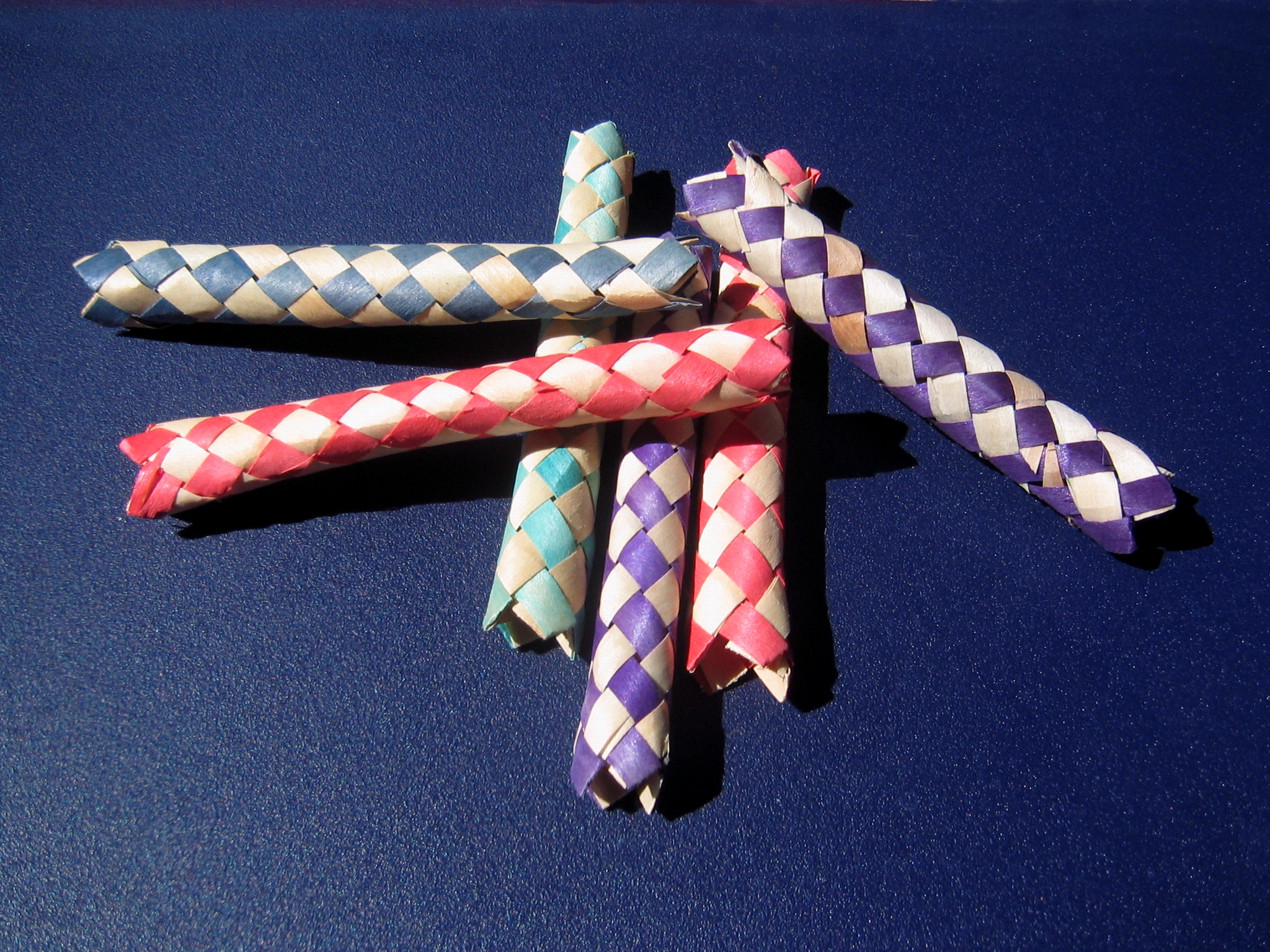
Trappola cinese per dita

Lo scherzo, modo di agire non impegnato ma simpatico, benevolo nei bambini, spesso più pericoloso e imprudente negli adulti si distingue dalla barzelletta in quanto questa è una semplice storia umoristica che si racconta di solito nel corso di una conversazione e dalla bufala (parola d'origine romanesca) o panzana, notizia, oggetto o situazione incredibile e irreale, che può essere oggetto di riso o anche d'indisposizione.

### Gadget
Talora nello scherzo vengono impiegati gadget (solitamente non molto ingombranti); degli esempi sono:
- Shocking gum (gomma elettrizzante): si presenta come un normale astuccio di chewing gum. Una chewing gum di solito si presenta più sporgente e questa, se tirata, darà una scossa al malcapitato: l'obiettivo di colui che fa lo scherzo sarà proprio quella di farla tirare alla vittima, solitamente mascherandola come un'altruista offerta di chewing gum;
- Cuscino scorreggione: si presenta come un cuscino di gomma, in cui da un lato vi è un foro per gonfiarlo. Una volta gonfiato e posto su una sedia, la vittima sedendosi lo farà scoppiare provocando un suono simile a quello di una flatulenza;
- Trappola cinese per dita: piccolo cilindro di bambù che blocca le dita in entrambe le estremità, per svincolarsi, al contrario di quel che si può pensare, si devono portare le dita più al centro possibile del cilindro;
- Penna scioccante: penna con un pulsante all'estremità che premuto, invece di far apparire la punta per scrivere, danno una scossa elettrica.
- Vomito finto: disco in gomma con rientranze e colori per sembrare vomito o muco.

## Letteratura
In letteratura si possono trovare burle in diversi luoghi, ma soprattutto in contesti "bassi" o carnevaleschi.
Una delle prime e più significative "burle" della letteratura è considerata quella di Ulisse ai danni di Polifemo in Odissea, IX.
La novella aveva spesso per oggetto una burla e questo elemento si ritrova spesso nel Decameron di Giovanni Boccaccio, soprattutto nella settima e nell'ottava giornata.
Una sua variante prende il nome di facezia, tra cui le celebri Facezie del Pievano Arlotto.
Anche nella favola è spesso presente una burla: da Fedro (con la burla e controburla tra volpe e cicogna), a Giulio Cesare Croce, che fa ordire beffe "argute" a Bertoldo. Celebri, sempre nell'ambito della letteratura per ragazzi, le burle di Gianburrasca (il personaggio creato da Vamba).
La poesia burlesca ebbe agli inizi (Cecco Angiolieri) un tono esternamente popolareggiante, ma in realtà è basata su un contesto culturale più elevato. Degenerò poi spesso su un livello più scurrile.
Nel Novecento, scherzi celebri sono quelli di Moscarda (in Uno, nessuno e centomila di Luigi Pirandello) e la burla riuscita di Italo Svevo.
Fuori dalla letteratura italiana, si ricordano il Till Eulenspiegel (libro anonimo e popolarissimo in Germania in cui un contadino si fa beffe di artigiani e borghesi), Max e Moritz di Wilhelm Busch, il Gargantua e Pantagruel di Rabelais, il Don Chisciotte di Cervantes.
Uno scherzo che rientra parzialmente nell'ambito letterario è il cosiddetto Affare Sokal: uno scherzo/esperimento ordito dal matematico Alan Sokal ai danni della comunità dei critici letterari postmodernisti.

## Televisione
Sugli scherzi è incentrata la trasmissione televisiva di successo Scherzi a parte che ha avuto come precedente Candid camera e, in Italia, Specchio segreto, trasmissioni basate sulla comicità delle reazioni a scherzi, riprese da telecamere nascoste.
Col nome inglese di Prank ("scherzo, burla") si indicano inoltre il nome di due personaggi del telefilm Flash.

## Scherzi d'acqua e di luce
Per analogia, si parla di scherzo anche in riferimento a particolari giochi d'acqua e di luce, disposti in modo da ottenere effetti piacevoli, bizzarri o inattesi.

### Musica
- Tilden A. Russell, Minuet, Scherzando and Scherzo: the dance movement in transition (1781-1825), Ann Arbor, UMI, 1983

### Letteratura
- Vito Tartamella, Il pollo di Marconi e altri 110 scherzi scientifici, Bari, Dedalo edizioni, 2022
- Domenico Guerri, La corrente popolare nel Rinascimento: berte burle e baie nella Firenze del Brunellesco e del Burchiello, Firenze, Sansoni, 1931
- Mario Marti, Cultura e stile dei poeti giocosi del tempo di Dante, Nistri-Lischi, Pisa 1953
- Formes et significations de la "beffa" dans la litterature italienne de la Renaissance, Paris, Universite de la Sorbonne nouvelle, 1975
- Enrico Carini, Beffa, burla, in, Dizionario dei temi letterari, I, Torino, UTET, 2007